# Rugulopteryx okamurae
Rugulopteryx okamurae es un alga multicelular perteneciente a la familia Dictyotaceae, género Rugulopteryx. Debe su nombre al botánico y ficólogo japonés Kintaro Okamura (1867-1935). Es una especie de alga parda originaria del océano Pacífico que habita en las costas de Japón, China y Corea. Fuera de su hábitat natural se detectó su presencia en 2002 en la laguna costera de Étang de Thau de Francia, donde llegó probablemente como consecuencia de contaminación a través de ostras procedentes de Japón (Crassostrea gigas) para acuicultura. A partir de 2015 se ha establecido en las aguas próximas al estrecho de Gibraltar, en 2024 apareció en las costas de Galicia y Cataluña, y en 2025 ya había proliferado por el Mar Cantábrico,  donde se comporta como especia invasora y causa graves perjuicios a los ecosistemas naturales del área.

## Crecimiento
En su hábitat natural vive a profundidades comprendidas entre 0.5 y 5 metros, alcanzando ocasionalmente los 15 metros.

## GéneroRugulopteryx
Se han descrito cuatro especies pertenecientes a esté género:
- Rugulopteryx marginata (J.Agardh) De Clerck & Coppejans C
- Rugulopteryx okamurae (E.Y.Dawson) I.K.Hwang, W.J.Lee & H.S.Kim C
- Rugulopteryx radicans (Harvey) De Clerck & Coppejans C
- Rugulopteryx suhrii (Kützing) De Clerck & Coppejans C

## Sinónimos
- Dictyota marginata. Okamura, 1913.
- Dictyota okamurae. (E.Y.Dawson) Hörnig, R.Schnetter & Prud'homme van Reine, 1993.
- Dilophus marginatus. (Okamura) Okamura, 1915.
- Dilophus okamurae. E.Y.Dawson, 1950.[7]